# Сормхірі
Сормхі́рі (рос. Сормхири, чув. Сурăмхĕрри) — присілок у складі Красноармійського району Чувашії, Росія. Входить до складу Караєвського сільського поселення.
Населення — 178 осіб (2010; 235 у 2002).
Національний склад:
- чуваші — 98 %